# Fantastic Fungi
Fantastic Fungi (bra: Fungos Fantásticos) é um documentário estadunidense de 2019 dirigido por Louie Schwartzberg. O filme combina imagens geradas por computador e entrevistas com cientistas para contextualização biológica, papéis ambientais e vários usos de fungos e, especificamente, de micélios.
No agregador de críticas Rotten Tomatoes, o filme tem um índice de aprovação de 100% com base em 22 avaliações, com uma classificação média de 7,9/10. Um álbum inspirado no documentário, "Fantastic Fungi: Reimagine" foi lançado em 18 de setembro de 2020 e traz novas canções de Jason Mraz & Raining Jane, Amber Rubarth, Merlin Sheldrake, Desert Dwellers com Paul Stamets, Yaima, Beautiful Chorus, Brett Dennen, Deva Premal & Miten, entre outros.